# 南県 (ハイチ)
南県（みなみけん、フランス語: Sud, シュド、ハイチ語: Sid, シド）はハイチ南西部の県（département / depatman）。県庁所在地はレカイ（ハイチ語名オカイ）。南にカリブ海に面し、レカイ沖にヴァシュ島が浮かぶ。伝統的に他地域に比べムラートが多い。面積は2,653.60km2、人口は774,976人（2015年推計）、627,311人（2002年国勢調査）。

## 概要
起源はフランスのサン＝ドマング植民地時代といわれるほど古く、1962年に分離したグランダンス県（およびグランダンス県から分離したニップ県）は元々南県の領域であった。
2021年8月14日に発生したハイチ地震では、震源に近かったため県庁所在地の都市レカイを中心に住宅約1500棟以上が完全に倒壊、多数の死者が出る被害が生じた。

## 隣接する県
北にグランダンス県、ニップ県、東に南東県と接する。

## 下位行政区画
5つの郡（arrondissement / awondisman）と19のコミューン（commune / komin）が置かれている。名称はハイチ語に準じている。
| # | 郡名         | フランス語名  | ハイチ語名 | 郡庁所在地 | 面積 (km2) | 人口 (2015) | 所属コミューン                                                                             |
| - | ------------ | ------------- | ---------- | ---------- | ---------- | ----------- | ------------------------------------------------------------------------------------------ |
| 1 | オカイ郡     | Cayes         | Okay       | オカイ     | 873.49     | 346,276     | オカイ（レカイ）、トーベック、シャンタル、カンペラン、マニシュ、リラヴァシュ（ヴァシュ島） |
| 2 | ポーサリー郡 | Port-Salut    | Pòsali     | ポーサリー | 177.37     | 73,845      | ポーサリー（ポール＝サリュー）、サン・ジャン・ディシド、アニケー                           |
| 3 | アカン郡     | Aquin         | Aken       | アカン     | 1,039.27   | 217,827     | アカン、サン・ルウィ・ディシド、カヴァイヨン、Fond-des-Blancs                              |
| 4 | コトー郡     | Les Côteaux   | Koto       | コトー     | 181.18     | 58,618      | コトー、ポータピマン、ウォシャバトー                                                       |
| 5 | シャドニエ郡 | Chardonnières | Chadonyè   | シャドニエ | 382.29     | 78,410      | シャドニエ、ザングレ、チビウォン                                                           |